# Patrick Olivier
Ne doit pas être confondu avec Patrick Olivier (compositeur).
Patrick Olivier est un acteur et metteur en scène français.

## Biographie
En 1978, Patrick Olivier est un des protagonistes du film Brigade mondaine de Jacques Scandelari, aux côtés de Patrice Valota, Marie-Georges Pascal et Odile Michel.
Avec cette dernière, il entame une longue collaboration. En 1981, ils prennent ensemble la direction artistique de la compagnie TA2T puis animent entre 1994 et 1997 l’Atelier du Gral à Avignon. Patrick Olivier a par la suite dirigé artistiquement la compagnie Trans Europe Théâtre fondée en 2002 et basée à Lésigny. Il a aussi travaillé sur des spectacles produits par Pôles Productions, sous la direction artistique d'Odile Michel. Ces deux associations sont aujourd'hui dissoutes.

## Filmographie

### Acteur

#### Cinéma
- 1978 : Brigade mondaine de Jacques Scandelari : Patrick Morel

### Réalisateur
- 2003 : Lila l'Algérienne, moyen métrage

## Théâtre

### Acteur
- 1987 : Ulrich Helger d'Odile Ehret, mise en scène de Philippe Ferran, Roseau Théâtre
- 2002 : Une nuit avec... Vladimir Holan de Louis Aragon, d'après Vladimír Holan, mise en scène de Patrick Olivier, Maison de la Poésie
- 2009 : Si c'est un homme d'après Primo Levi, adaptation et mise en scène de Patrick Olivier, Théâtre de l'Épée de Bois
- 2009 : Personne ne m'aurait cru, alors je me suis tu d'après Sam Braun, adaptation et mise en scène de Patrick Olivier, Espace Kiron

### Metteur en scène
- 1985 : La Tour de Tübingen d'après Friedrich Hölderlin, mise en scène de Patrick Olivier, Maison de la Poésie